# ツール・ド・フランス1904
ツール・ド・フランス1904は、ツール・ド・フランスとしては2回目の大会。1904年7月2日から7月24日まで、全6ステージ、全行程2429kmで行われた。

## モリス・ガランらが失格
今大会は後に大波乱の結末を迎えた。2連覇を達成した形のモリス・ガランをはじめ、区間4勝を挙げたイポリト・オクテュリエら合計4選手が、行程中に列車を使用していたことが後に発覚。フランス自転車連盟は、1904年12月にガランらを失格とした。また制裁処置として、ガランには2年間、他の3選手には1年間の出場停止処分を下した。
またこれを受け、総合成績争いについては、翌1905年のツール・ド・フランスより、時間制を廃止して、各区間ごとの着順点に基づいたポイント制に改められることになった。

## 総合成績
| 順位 | 選手名                               | 国籍     | 時間            |
| ---- | ------------------------------------ | -------- | --------------- |
| 1    | アンリ・コルネ                       | フランス | 96時間05分55秒  |
| 2    | ジャンバプティスト・ドルティニャック | フランス | +2時間16分14秒  |
| 3    | アロイ・カトー                       | ベルギー | +9時間01分25秒  |
| 4    | ジャン・ダルガシエ                   | フランス | +13時間04分30秒 |
| 5    | ジュリアン・メトロン                 | フランス | +19時間06分15秒 |
| 6    | オギュスト・ドメン                   | フランス | +22時間44分36秒 |
| 7    | ルイ・コールセット                   | ベルギー | +23時間44分20秒 |
| 8    | アキユ・コラ                         | フランス | +25時間09分50秒 |
| 9    | ルネ・サジェ                         | フランス | +25時間55分16秒 |
| 10   | ギュスタヴ・ドリウル                 | ベルギー | +30時間54分49秒 |

### 総合首位者
| 選手名                   | 国籍     | 首位区間      |
| ------------------------ | -------- | ------------- |
| ミシェル・フレデリック   | スイス   | 第1           |
| エミール・ロンバール     | フランス | 第2           |
| アンリ・コルネ           | フランス | 第3、第5-最終 |
| フランソワ・ボジャンドル | フランス | 第4           |